# تصنيع (هندسة إنتاج)

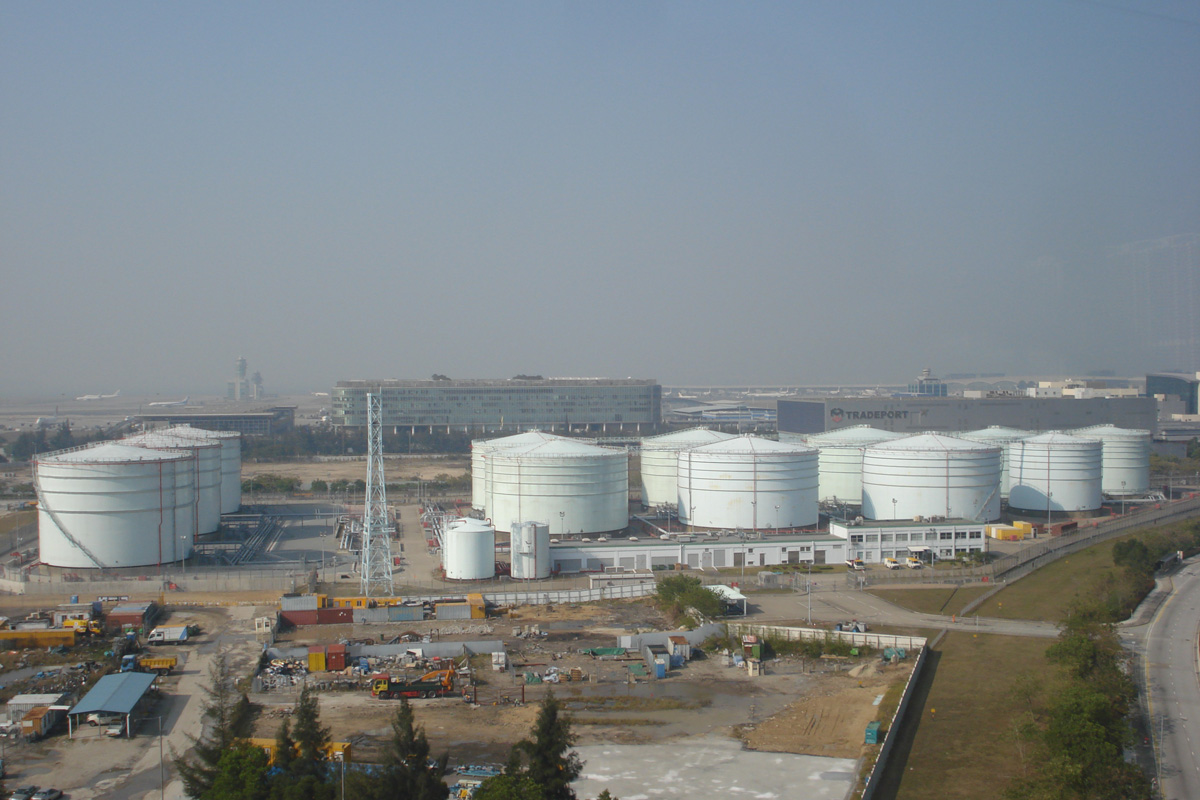

التصنيع ينطبق عند استخدامه في المصطلحات الصناعية على بناء الآلات والهياكل وغيرها من المعدات باستخدام القطع والتشكيل وتجميع المكونات المصنوعة من المواد الخام.
يشمل التصنيع أو يتداخل مع تخصصات صنع الأدوات المعدنية الأخرى:
- تتصف محلات التصنيع ومحلات تصنيع الآلات بقدرات متداخلة، ولكن محلات التصنيع تركز عمومًا على نواحي إعداد المعادن (مثل نشر الأنابيب عند طول محدد أو حني الصفائح المعدنية) واللحام، والتجمع، في حين أن محلات تصنيع الآلات تهتم بالتشغيل الآلي للقطع على آلات التشغيل. كما يوجد شركات تقوم بالنشاطين على حد سواء.
- كما تتضمن الحدادة واللحام عمليات التصنيع.

تعتبر عملية تصنيع المعادن عملية ذات قيمة مضافة والتي تتضمن عملية بناء الآلات والهياكل المعدنية من المواد الخام وفق مخططات هندسية دقيقة وتعتمد عمليات التصنيع على العديد من العمليات التصنيعية مثل الخراطة والتفريز والقشط والثقب إضافة إلى عمليات الحني واللحام.